# Cerma fascia
Cerma fascia är en fjärilsart som beskrevs av Smith 1903. Cerma fascia ingår i släktet Cerma och familjen nattflyn. Inga underarter finns listade i Catalogue of Life.